# Fahreddin Pacha
 (mai 2024).
Si vous disposez d'ouvrages ou d'articles de référence ou si vous connaissez des sites web de qualité traitant du thème abordé ici, merci de compléter l'article en donnant les références utiles à sa vérifiabilité et en les liant à la section « Notes et références ».
Ömer Fahrettin Türkkan, communément appelé Fakhri Pacha et surnommé le Défenseur de Médine, est un officier de carrière turc, qui fut commandant de l'armée ottomane et gouverneur de Médine de 1916 à 1919. 
Il fut surnommé « Le Lion du Désert » et Le Tigre du Désert par les Britanniques et les Arabes pour son patriotisme à Médine et est connu pour avoir défendu Médine lors du siège de Médine pendant la Première Guerre mondiale.
Après avoir été libéré de Malte le 8 avril 1921, grâce aux efforts du gouvernement d'Ankara, il vint à Ankara en septembre 1921 pour participer à la guerre d'indépendance turque. Il a été chargé par le commandant en chef Mustafa Kemal Pacha, d'unir les forces turques combattant la légion arménienne sous commandement français sur le front sud (Campagne de cilicie). Lorsque la guerre dans le sud-est prit fin avec la signature du traité d'Ankara avec les Français, il fut nommé le 9 novembre 1921 à l'ambassade de Kaboul par la Grande Assemblée nationale turque. Il a joué un rôle important dans le développement de l'amitié turco-afghane.
Il prend sa retraite de l'armée en 1936 avec le grade de lieutenant général . Il mourut d'une crise cardiaque près d'Eskişehir lors d'un voyage en train le 22 novembre 1948. Selon son testament, il a été enterré au cimetière d'Aşiyan.